# Gitaramuka
Gitaramuka è un comune del Burundi situato nella provincia di Karuzi con 78.120 abitanti (censimento 2008).

## Geografia antropica

### Suddivisioni amministrative
Il comune è suddiviso in 26 colline.